# Der Irland-Krimi: Das Verschwinden
Das Verschwinden ist ein deutscher Kriminalfilm von Züli Aladag aus dem Jahr 2021. Es handelt sich um die dritte Episode zur ARD-Kriminalfilmreihe Der Irland-Krimi. Désirée Nosbusch spielt neben Declan Conlon, Mercedes Müller, Rafael Gareisen, Vincent Walsh und Gaststar Jonathan Delaney Tynan die Hauptrolle der „sensiblen Polizeipsychologin Cathrin Blake, die mit den Schatten der Vergangenheit zu kämpfen hat“.

## Handlung
Die in Galway ansässige deutsche Psychologin Cathrin Blake will sich eigentlich von ihrer Arbeit für die Polizei zurückziehen. Es kommt jedoch anders. Immer noch macht die traurige Gewissheit, dass ihr Mann Liam und Vater ihres Sohnes Paul nicht mehr zurückkommen wird, Mutter und Sohn zu schaffen. Paul Blake hat jedoch zusätzlich nach wie vor mit den Dämonen der Vergangenheit zu kämpfen. Seine Mutter gab sich damals nach dem Verschwinden seines Vaters dem Alkohol hin und schickte ihn weg nach Deutschland, da sie nicht mehr in der Lage war, für ihn zu sorgen.
Holly Reid vergnügt sich zusammen mit ihrer Freundin Amy White während des altirischen Festes Samhain. Um Mitternacht muss sie zu Hause sein, so die Anweisung ihres Vaters und Alkohol ist tabu. Dylan Reid, ein Anwalt aus einer angesehenen Juristendynastie in Galway, fühlt sich von seinem Vater Edward kontrolliert und will sich von ihm abgrenzen. Gegen Mitternacht wird Holly von ihrem Freund Pete auf ihrem Weg nach Hause begleitet. Als sie an einer Brücke knutschen, wird Pete niedergeschlagen und Holly schreit entsetzt auf. Kurz darauf findet ihr Vater einen blutigen Finger vor seiner Haustür. Die polizeilichen Ermittlungen laufen an. Dylan Reid lebt allein mit seiner Tochter, deren Mutter vor zwei Jahren starb.
Superintendent Sean Kelly, der ermittelnde Beamte, zieht Cathrin Blake hinzu. Cathrin findet es seltsam, dass man den Finger vor der Haustür abgelegt hat. Während die Psychologin noch nachdenkt, erhält Dylan Reid einen Anruf, der Entführer verlangt, dass die Polizei aus dem Spiel bleibt, sonst werde er Holly nie wiedersehen. Reid besteht daraufhin darauf, dass die Polizei sich zurückzieht.
Gleichzeitig geht es auch darum, dass Callum O’Connor als Kronzeuge gegen den Drogenboss William Joyce aussagen soll, was dessen Tochter Oona und deren Baby in Gefahr bringt. Kelly will den Drogenboss endlich zur Strecke bringen. O’Connor war einmal der beste Mann in seinem Team, hat sich bestechen lassen und den Tod seines Partners und besten Freundes von Kelly zu verantworten. Während Kelly mit O’Connor spricht, wird aus einem gepanzerten Lieferwagen heraus auf sie geschossen. Eine junge Polizistin findet dabei den Tod. O’Connor gelingt es in diesem Tohuwabohu, sich deren Waffe anzueignen und zu fliehen. Er sucht seine Tochter auf und verlangt von ihr, mit ihm zusammen ins Zeugenschutzprogramm zu gehen, was Oona jedoch ablehnt. Ihr Vater meint, sie müsse mit ihrem Baby sofort weg, denn wenn er sie finden könne, könne das Joyce, der hinter ihm her ist, um ihn zum Schweigen zu bringen, erst recht.
Die Beamtin Emma Walsh spricht mit Hollys Freundin Amy White, die erzählt, dass Hollys Vater seit dem Tod ihrer Mutter immer sehr streng zu Holly sei. Dann geht die Nachricht ein, dass man am Landwehrkanal eine Leiche gefunden habe, es handelt sich um Pete. Dylan Reid sieht unterdessen, während er aus dem Fenster blickt, seine geknebelte Tochter kurz am Fenster des Nachbarhauses, in dem Brian Scott wohnt. Als er verzweifelt versucht, in das Haus einzudringen, sieht er nur noch, wie Holly in einem Lieferwagen abtransportiert wird. Reid nimmt daraufhin wieder Kontakt mit der Polizei auf und schildert, was geschehen ist. In Scotts Küche wird Hollys Medaillon gefunden. Befragt von Cathrin Blake meint Reid, Scott müsse von seiner Tochter besessen gewesen sein. Er habe gesehen, dass Holly am Abend weggegangen sei und habe dann wohl die Chance ergriffen, sie zu entführen.
Ein Jugendlicher überbringt Dylan Reid eine Nachricht, 150.000 Euro für das Leben Hollys. Reid will zahlen. Blake bleibt bei ihm und kann in dieser Nacht verhindern, dass er sich mittels Abluft in seinem Auto umbringt. Er habe nur gewollt, dass das endlich aufhört, er habe es nicht mehr ausgehalten, stammelt er zu seiner Entschuldigung. Blake ermittelt daraufhin, ob Reid schon einmal in psychologischer Behandlung war, zumal sie mitbekommen hat, dass er Selbstgespräche mit seinem nicht vorhandenen Vater führt.
Tatsächlich war Reid nach dem Tod seiner Frau in psychiatrischer Behandlung. Er leidet unter der Angst, dass es ihm wie seinem Vater gehen könnte, einer multiplen Persönlichkeit. Blake ist sich jetzt sicher, dass Reid selbst seine Tochter während eines psychotischen Schubs entführt hat, die seine Persönlichkeit spalten. Er habe an dem Abend geglaubt, Holly vor Pete beschützen zu müssen, seine Persönlichkeit sei ihm dann entglitten. Obwohl es ein Risiko ist, sich auf die Logik eines psychisch kranken Entführers einzulassen, bittet Blake Kelly, die Geldübergabe stattfinden zu lassen. Es stellt sich heraus, dass tatsächlich Dylan Reid hinter dem Verschwinden seiner Tochter steckt. Er hat das Mädchen in einem alten Schuppen nahe seinem Grundstück versteckt. Als man Holly  findet, ist sie bewusstlos. Sie wird abtransportiert, während Dylan Reid festgenommen wird.

## Produktion

### Produktionsnotizen
Die Dreharbeiten für Das Verschwinden fanden unter dem Arbeitstitel Samhain oder Die Nacht der Toten zeitgleich mit der nachfolgenden vierten Episode Vergebung vom 23. September bis zum 22. November 2019 an der Westküste Irlands und in Galway statt. Es handelt sich um eine Produktion der goodfriends Filmproduktion in Zusammenarbeit mit telegael produziert in Zusammenarbeit mit The Support of Incentives for the Irish Film Industry Provided by the Government of Irland, gefilmt in Drehorten in Galway in Irland im Auftrag der ARD Degeto für Das Erste. Die Aufnahmeleitung oblag Keith Barry, die Produktionsleitung Gabi Lins und Sandra Moll für die ARD Degeto und die Herstellungsleitung Fabian Glubrecht. Als Synchronsprecher fungieren auch Tobias Kluckert und Patrizia Carlucci.
Im Soundtrack des Films erklingen unter anderem die Songs Sunday Bloody Sunday von U2 und Famous Blue Raincoat von Leonard Cohen.

### Veröffentlichung
In der ARD Mediathek wurde der Film ab dem 23. März 2021 vorab zur Verfügung gestellt. Die Erstausstrahlung erfolgte am 25. März 2021 im Rahmen des Donnerstags-Krimis zur Hauptsendezeit im Programm der ARD Das Erste.

## Rezeption

### Einschaltquote
Die Erstausstrahlung am 25. März 2021 im Programm Das Erste wurde von 5,72 Millionen Zuschauern verfolgt, was einem Marktanteil von 17,5 % entspricht. Von den jüngeren Zuschauern entschieden sich 6,8 % für den Film.

### Kritik
Die Redaktion des Magazins TV Spielfilm zeigte mit dem Daumen nach oben, gab für Anspruch einen  und für Spannung zwei von drei möglichen Punkten und stellte fest: „Zwei parallele Fälle, korrupte Polizisten, ein schwelender Mutter-Sohn-Konflikt: Geschickt verbindet Regisseur Aladag einen verzwickten Psycho-Fall mit der Familiengeschichte der Psychologin. Dabei gibt’s — im Gegensatz zu manch anderem Lissabon-Kroatien-Krimi — statt sonniger Postkartenidylle viel authentische Atmosphäre, die eher an Skandinavien-Krimis erinnert. Was auch daran liegt, dass die meisten Schauspieler tatsächlich Iren sind.“ Fazit: „Raffiniert gestrickter Psychothrill mit viel Irland-Feeling.“
Bei film-rezensionen befasste sich Oliver Armknecht mit dem Film, dem er fünf von zehn möglichen Punkten gab, und stellte fest, „die vergebliche Spurensuche“ sorge „einerseits schon für Neugierde“, andererseits „aber auch für Frust und Langeweile“, da der Film „nie so richtig vom Fleck zu kommen“ scheine. Für Armknecht ist die Figur der Psychologin keine „spannende Figur“. Eines müsse man dem Drehbuchteam des Films allerdings lassen: „Die Auflösung“ sei „derart bizarr, dass da lange keiner drauf kommen“ werde. Sie stehe „auch schon in einem gewissen Kontrast zu der sonst eher bodenständigen Anmutung“. Diesen Überraschungsfaktor könne „nun gut oder schlecht finden“. Immerhin werde man sich „an diesen sowie die Landschaftsaufnahmen erinnern, was man über den Rest des Films eher weniger behaupten“ könne. Armknechts Fazit, der Thriller sei „recht langweilig, was sowohl an der Handlung wie auch der blassen Hauptfigur“ liege.
Tilmann P. Gangloff bewertete den Film auf der Seite tittelbach.tv und gab ihm 3½ von 6 möglichen Sternen. Der Kritiker kam zu dem Ergebnis, dass die beiden neuen ‚Irland-Krimis‘ zwar jeweils „interessante Geschichten“ erzählen würden, „leider aber mit Schwächen“. Da die „Ausstrahlung der ersten Teile bereits geraume Zeit“ zurückliege, würden „viele Zuschauer gerade bei dem Teil der Handlung, der unmittelbar an die Auftaktepisoden“ anschließe, „womöglich erst mal gewisse Orientierungsprobleme haben. Die Fortsetzung der horizontalen Erzählung“ sei „zudem längst nicht so fesselnd wie die eigentliche Handlung des insgesamt dritten Films. Die Lösung des Rätsels“ sei „ein Knüller. Bildgestaltung und Musik“ seien „allerdings wieder ausgezeichnet“. Die Filme orientierten sich „erneut an der Machart klassischer BBC-Dramen“, was man mögen müsse. „Die schnörkellose Inszenierung sowie die an Höhepunkten zunächst recht rare Handlung“ hätten „zudem zur Folge, dass der Film reichlich spannungsarm“ sei. Trotzdem könne die dritte Episode „ähnlich wie schon die zweite nicht das Versprechen des Auftaktfilms einlösen“. Die irischen Schauspieler seien zwar „erneut gut ausgewählt und sehr markant, aber die deutschen Mitwirkenden“ hätten „mit Ausnahme von Nosbusch wenig bis gar nichts zu tun“. Im Grunde bleibe aber „auch Nosbuschs schauspielerischer Aktionsradius über weite Strecken auf eine bekümmerte Miene reduziert“. […] „Sehenswert“ sei auch „der Vater-Darsteller Jonathan Delaney Tynan“.